# Nomfunelo Mabedla
Nomfunelo Rose-Mary Mabedla là một chính trị gia Nam Phi đại diện cho Đại hội Dân tộc Phi (ANC) và một đoàn viên công đoàn. Bà là cựu nghị sĩ Quốc hội Quốc hội Nam Phi từ năm 2009 đến 2014.

## Sự nghiệp ban đầu
Mabedla bắt đầu sự nghiệp chính trị của mình với tư cách là đại lý bầu cử ANC vào năm 1994. Sau đó, cô trở thành quản lý cửa hàng cho Liên đoàn Công nhân Giáo dục, Sức khỏe và Đồng minh từ năm 1996 đến 2003 trước khi trở thành thư ký địa phương cho Đại hội Công đoàn Nam Phi. Sau đó vào năm 2005, cô trở thành phó chủ tịch của ANC cho chi nhánh đô thị quận Joe Gqabi cũng như trở thành thủ quỹ của chi nhánh.

## Nghị sĩ Quốc hội

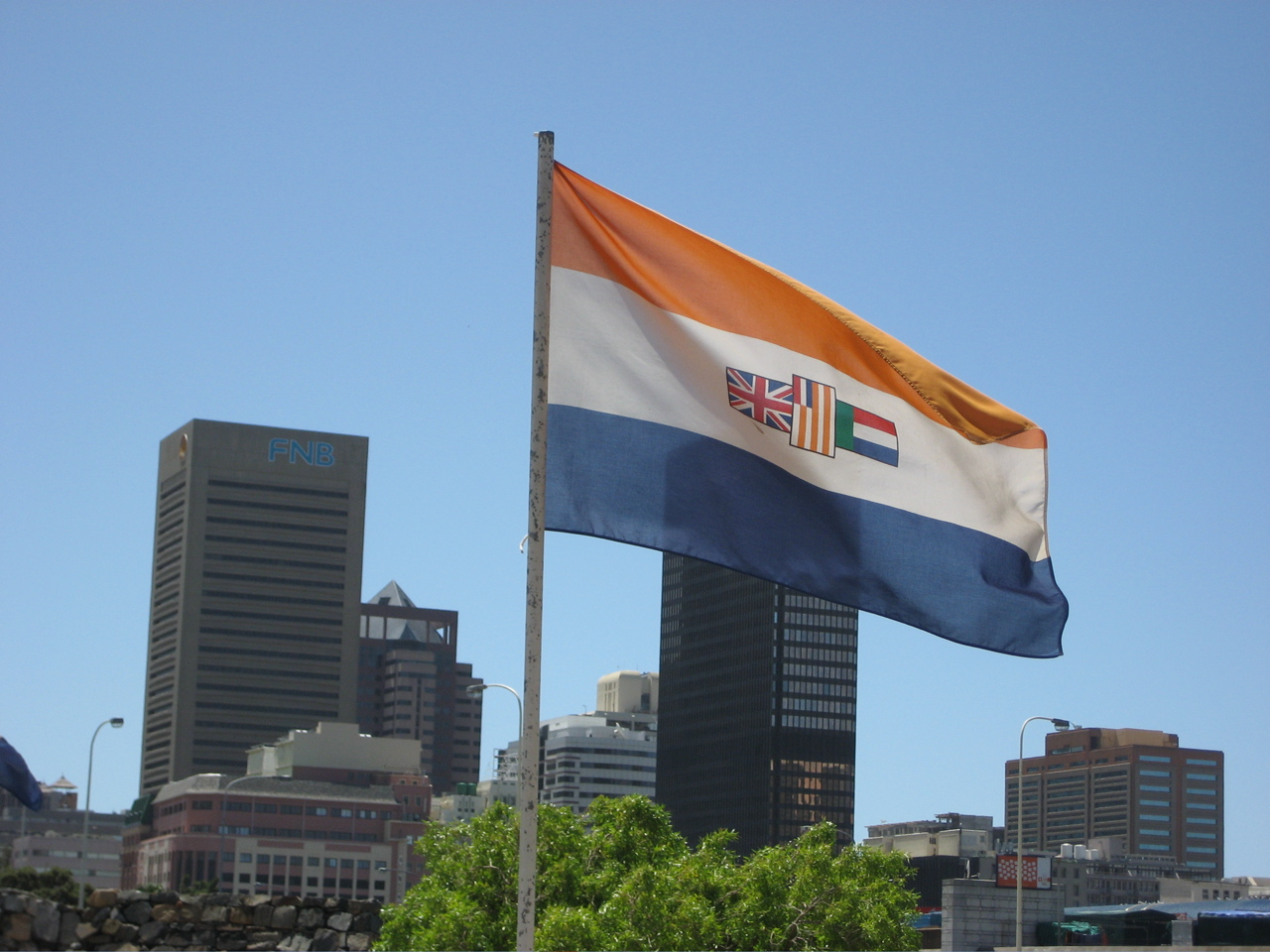
Lá cờ ở lâu đài mà Mabedla vận động thành công để kéo nó xuống

Mabedla được bầu làm Thành viên Nghị viện tại cuộc tổng tuyển cử Nam Phi năm 2009 tại khu vực bầu cử Pixley ka Seme ở Bắc Cape. Trong thời gian ở Quốc hội, cô được chỉ định là thành viên của ủy ban Quốc phòng. Năm 2012, cô lãnh đạo một chiến dịch loại bỏ lá cờ cũ của Nam Phi khỏi lan can của Lâu đài Hy vọng ở Cape Town. Trước đây, lá cờ cũ đã bay cùng với lá cờ hiện tại của Nam Phi với lá cờ của Vương quốc Anh, lá cờ của Hoàng tử và lá cờ của Hà Lan, trong lịch sử liên quan đến các cường quốc cai trị Nam Phi. Mabedla nói rằng những lá cờ bay làm cô buồn vì cô cảm thấy rằng chúng đại diện cho sự thống trị phân biệt chủng tộc của người Nam Phi không da trắng và rằng họ nên ở trong một bảo tàng. Đáp lại, mọi người đều đồng ý rằng tất cả các lá cờ trừ lá cờ hiện tại của Nam Phi sẽ được gỡ khỏi lan can và đặt vào bảo tàng của lâu đài.
Vào năm 2014, cô đã tái tranh cử trong danh sách quốc gia của ANC ở số 160. Tuy nhiên, cô đã mất ghế trong Quốc hội tại cuộc tổng tuyển cử Nam Phi 2014 cho Liên minh Dân chủ.